# داون بندر
داون بندر (مواليد في 21 فبراير 1935 في الولايات المتحدة)، هي ممثلة سينمائية ومسرحية وإذاعية أمريكية، اشتهرت بدور مارغريت في الدراما الإذاعية (عائلة رجل واحد [الإنجليزية]) وبيتي مورغان في مسلسل (مراهقون من الفضاء الخارجي [الإنجليزية]).

## وصلات خارجية
- داون بندر على موقع IMDb (الإنجليزية)
- داون بندر على موقع أول موفي (الإنجليزية)
- داون بندر على موقع قاعدة بيانات الفيلم (الإنجليزية)